# 勇者鬥惡龍 英雄集結 闇龍與世界樹之城
《勇者鬥惡龍 英雄集结 闇龍與世界樹之城》为勇者斗恶龙系列的作品之一。由光榮特庫摩的无双系列开发团队ω-Force开发，史克威尔艾尼克斯在2015年发行的砍杀式动作角色扮演游戏，对应PlayStation 4、PlayStation 3和平台。本作是系列发行近30年来，首度中文化的游戏机作品。游戏于2015年12月3日在Steam平台推出。

## 玩法
游戏为砍杀式动作角色扮演游戏，玩法类似于无双系列。玩家以可以购物与整备的“空艦巴特西耶”为据点，在世界地图上选择目的地后，进入充满敌人的关卡，在击败敌人达成过关条件后即可到达目的地。游戏有两种模式，简单模式即是在通常场景中战斗，困难模式则要和巨大头目作战。
玩家至多可以派出四名角色参战，每名角色有不同的强力特殊技能；玩家只能同时控制一名角色，但可以切换所控角色。战斗中玩家可以利用环境作战，如使用地图上的“魔弹炮”狙击敌人。击倒的怪物有可能变成“怪物金币”，玩家可以收集金币并在战斗时将怪物召唤出来协助战斗；可以召唤多只怪物，但他们只能有AI控制。
如同传统的勇者斗恶龙游戏，玩家通过击倒怪物获得经验值，经验值积累到一定程度就可提升等级，继而强化角色能力击败强敌。升级时角色的能力值成长方式类似《勇者斗恶龙VIII》，由玩家自行分配。当角色生命值降低为0时，角色将无法战斗，此时玩家可用特定道具恢复角色；所有角色都无法战斗时，战斗即为失败，然后游戏不会直接结束。

## 情节
游戏采用原创的世界观，设定于人與怪物和平共處的虚构國度艾爾莎榭。一日怪物突然性情大变，开始攻击人类。王国近卫队队长的亞克特和梅雅为此动身，取回怪物们本来的心。两个主人公的故事不同。除了游戏原创角色外，部分本传角色也会以“梦幻角色”的身份加入队伍。

## 开发
游戏由光荣特库摩的砍杀游戏系列无双的开发团队ω-Force开发，史克威尔艾尼克斯发行。游戏在台湾由台湾索尼电脑娱乐代理。游戏对应PlayStation 4和PlayStation 3平台，是系列在《勇者斗恶龙VIII》发行近10年后，再度登陆索尼PlayStation平台。堀井雄二在和好友光荣特库摩社长襟川陽一聊天时，偶然提到将勇者斗恶龙动作游戏化的设想，成为了本作的开端。如同ω-Force之前的作品，《英雄集结》采用了“簡單操作使出爽快動作”的开发理念；同时游戏融入了传统角色扮演游戏的练级成分。虽然系列游戏几乎不采用角色配音，但堀井了解到动作游戏需要配音体现临场感，便决定加上配音。游戏原创角色选用爱好系列的知名演员，而经典角色采用符合角色形象的资深配音员。

## 发行
游戏在2014年9月1日索尼電腦娛樂日本亞洲（SCEJA）的PlayStation媒體發表會上，勇者斗恶龙生父堀井雄二和光荣特库摩的襟川陽一公开了《勇者斗恶龙英雄 暗龙与世界树之城》的消息。会上除公布预定2015年发行以及一段游戏性宣传片外，还公布了对应特别版金属史莱姆主题PlayStation 4。在2014年9月17日，东京电玩展2014亚洲媒体展前发表会上，确认了游戏台湾版和日版同时推出。翌日东京电玩展上首次实机演示。2014年12月的“JUMP FESTA 2015”公布了第2部宣传片，展示了游戏配音阵容和游戏战斗画面。
2012年10月28日，官方宣布了游戏和金属史莱姆版PlayStation 4的发行日期。PlayStation 4于2014年12月11日在日本和台湾推出，据Media Create统计，主机在日本首周售出3.8万套。
堀井雄二在2015年1月31日的台北国际电玩展正式宣布游戏中文化，展会展示了游戏写有“勇者斗恶龙 英雄集结 暗龙与世界树之城”字样的中文Logo，这是系列发行近30年来首部中文化的游戏机作品。4月中旬的消息表示，繁体中文PlayStation 4版于6月4日推出。
制作人在台北国际电玩展上还表示，游戏可能推出英文版，并可能加入英日双语言配音。官方在2月底确认，游戏面向西方市场，并在该地区PlayStation 4平台独占推出。史克威尔艾尼克斯在4月中旬公布游戏的英文版副标题“The World Tree's Woe and the Blight Below”。

## 评价
《Fami通》为PlayStation 4和PlayStation 3版打出35/40的高分。评论称游戏有至少25小时游戏时间，对游戏融入系列前作角色表示称赞，但批评合成系统在游戏中用处不大。《游戏机实用技术》给出26/30分，称赞游戏兼具无双的游戏性和勇者斗恶龙的RPG元素。
据Media Create统计，游戏PlayStation 4和PlayStation 3版日本首周合计销量59.4万，双版本包揽当周榜单前两位。游戏到2015年3月8日在日本售出约70万套，2015年7月時，日本版和亞洲版累計銷量超過100萬。

## 续作
续作《勇者鬥惡龍 英雄集結II 雙子之王與預言的終結》預定於2016年5月27日在日本推出，對應PlayStation 4、PlayStation 3和PlayStation Vita平台。2015年东京电玩展宣布，游戏繁体中文版将于2016年推出。制作人青海在采访中称，他们起先并没有打算，但看到游戏反响强烈后，趁热宣布了续作的计划。本作将新增多人联机功能，新增PlayStation Vita平台则可以让玩家面联。